# 牛虻号布雷巡洋舰
牛虻号是德意志帝国海军于第一次世界大战期间建造的两艘丽蝇级布雷巡洋舰的末舰，其唯一的姊妹舰为丽蝇号。舰只于1915年在斯德丁的伏尔铿船厂开始架设龙骨，并于1916年3月下水，至1916年7月投入公海舰队使用。牛虻号的主舰炮为四门150毫米45倍径速射炮，并可携带多达400枚水雷。
牛虻号是在战争期间入役，其大部分时间都是与姊妹舰共同行动。1917年10月，两艘同级舰在北海的一次突袭行动中击沉了两艘英国驱逐舰，然后追击并摧毁了九艘商船，继而毫发无损的返回港口。德国海军也曾考虑将这两艘舰派往大西洋施行通商破坏，但与海上加油相关的困难令德国人放弃了这项计划。在停战协定生效后，牛虻号被列入了扣押至斯卡帕湾的舰只名单中，并于1919年6月21日跟随舰队在海军少将路德维希·冯·罗伊特的指挥下集体自沉。在水下沉寂约十年后，它于1929年由欧内斯特·考克斯的团队打捞上岸，尽管他们不得不应对大量燃油泄漏以及火灾和爆炸的风险。舰只随后于同年底拆解报废。

## 设计

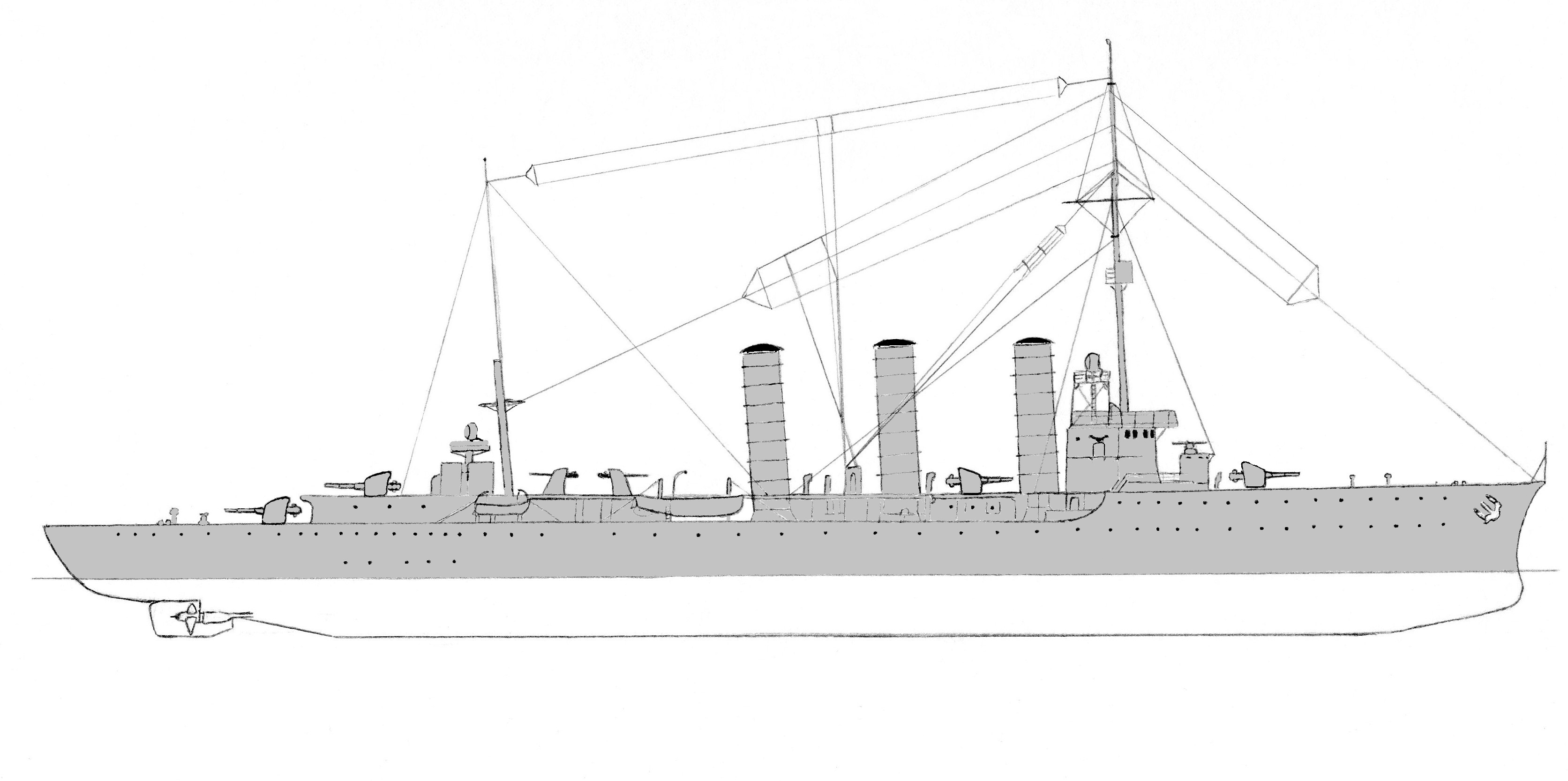
丽蝇级舰只平面图

牛虻号是作为新增编入舰队的布雷巡洋舰而以字母“D”为代号进行订购，并于1915年在斯德丁的伏尔铿船厂开始架设龙骨，建造编号为423。它于1916年3月11日下水，继而展开舾装工作。在不足四个月时间便完工后，舰只于1916年7月1日正式投入公海舰队使用。
牛虻号的全长为140.4（460英尺8英寸），有13.2（43英尺4英寸）的舷宽和6（19英尺8英寸）的前吃水。在满载情况下，舰只的排水量可达5,856公噸（5,764長噸）。其推进系统由两套蒸汽轮机组成，以驱动两副直径为3.5（11英尺6英寸）的三叶螺旋桨。舰只设计可输出33,000匹軸馬力（25,000千瓦特）的额定功率。它由两台燃煤水管锅炉和四台燃油水管锅炉提供动力，这使得舰只的最高速度为28節（52每小時），航程可达5,800海里（10,700）。但在海上试航期间，舰只曾达到30.2節（55.9每小時）的极速。其标准船员编制则为16名军官和293名水兵。
牛虻号配备有四门单座安装的150毫米45倍径速射炮；其中两门设于中心线前部，分居司令塔的前、后两侧，另外两门则以背负式成对安放在舰艉。这些炮管在发射45.3（100磅）炮弹的初速为840每秒（2,800英尺每秒）。炮管的仰角可提升至30°，使其可以瞄准最高达17,600（19,200碼）开外的目标。它们共提供600发弹药，其中每炮150发。舰只的防空武器由两门88毫米45倍径速射炮组成，均安装在烟囱后方的中心线上。牛虻号还标配搭载有一对500（19.7英寸）鱼雷管和四枚鱼雷，安装在舰舯的旋转发射器内。根据布雷舰的设计，它也可携带多达400枚水雷。在装甲方面，牛虻号受到40（1.6英寸）厚的水线装甲带保护；司令塔的侧面有100（3.9英寸）厚，而甲板的厚度为15（0.59英寸）。

## 服役历史
入役后，牛虻号和丽蝇号都跟随公海舰队在北海活动。1917年1月10日，两艘舰在诺德奈附近布设了雷区。从3月1日至11日，它们又负责为驻扎在埃姆登和威廉港的扫雷舰提供护航。它们的首次重大进攻行动是1917年10月对英国护航船队发动袭击。由于英国人同意每个月向挪威输送25万吨煤炭，而定期运送煤炭的船队会在1917年末穿越北海。它们通常仅有几艘驱逐舰和武装拖网船进行护航。试图用U艇拦截它们的行为一直未能奏效，因此，时任公海舰队总司令的海军上将赖因哈德·舍尔决定派遣水面部队发动突袭，作为对潜艇战的有效补充。除了破坏英国的航运外，舍尔还希望将护航船队从U艇密集的大西洋战区转移出来。受海军中校西格弗里德·韦斯特坎普指挥的牛虻号、以及受海军中校马克斯·莱昂哈尔迪指挥的丽蝇号，被选中参加首次类似行动。它们的高航速和大行动半径，加上与英国轻巡洋舰的相似性，使它们非常适合这项任务。为了筹备袭击，它们的船员还将舰只漆成深灰色，以进一步伪装成英国舰只。
10月17日拂晓后一个半小时，牛虻号与丽蝇号在勒威克以东约70海里（130）处袭击了一支西行的英国护航船队。船队由十二艘商船组成，并在驱逐舰强弓号、玛丽玫瑰号以及两艘武装拖网船的护航下离开卑尔根。黎明时分，强弓号的瞭望员报称有两艘身份不明的舰只正接近船队。强弓误认为对方是英国巡洋舰并闪出识别信号，但在相距2,700（8,900英尺）时突然遭到150（5.9英寸）炮的密集攻击。玛丽玫瑰号试图过来提供支援，但也被命中；两艘舰很快便沉没了。牛虻号和丽蝇号随即将注意力转向船队，在追击并摧毁了九艘商船后，继而返回港口。其中一艘武装拖网船伊莉斯号（Elise）在尝试接起幸存者时遭到牛虻号的攻击。没有一艘船能够发出无线电报告，尽管在护航船队的南面便有一支由十六艘轻巡洋舰组成的分舰队，英国人直至下午16:00才获悉此次袭击，但为时已晚。海军上将戴维·贝蒂形容此次事件是“运气没有站在我们一边”。英国海军部此后通过增加更多和更大规模的护航舰来应对袭击。
至战争后期，德国海军参谋本部曾考虑派遣牛虻号和丽蝇号进入大西洋执行通商破坏。它们应与补给舰一同在亚速尔群岛附近行动。由于中部大西洋超出了潜艇的常规巡航范围，因此船队在该地区的防御相对薄弱。然而，在确定了海上加油的难度过大之后，海军参谋本部取消了这一计划。当时存在的另一个问题是，当舰只的航行速度超过20節（37每小時）时会放出红色的火花云，这不利于在夜间躲避协约国舰只。1918年4月2日，牛虻号在北海布设了一个由340枚水雷组成的雷区。它于4月11日在同一地区再布设了150枚水雷。在跟随舰队余部参加了4月22－24日的出击后，牛虻号及其姊妹舰结束了这个月的征程。5月11日，牛虻号在北海的另一个雷区布设了400枚水雷。三天后，它又在北海布设了420枚水雷。牛虻号本将作为公海舰队的一份子参加1918年10月的最终的决战，但该行动由于威廉港兵变的爆发而被迫取消。

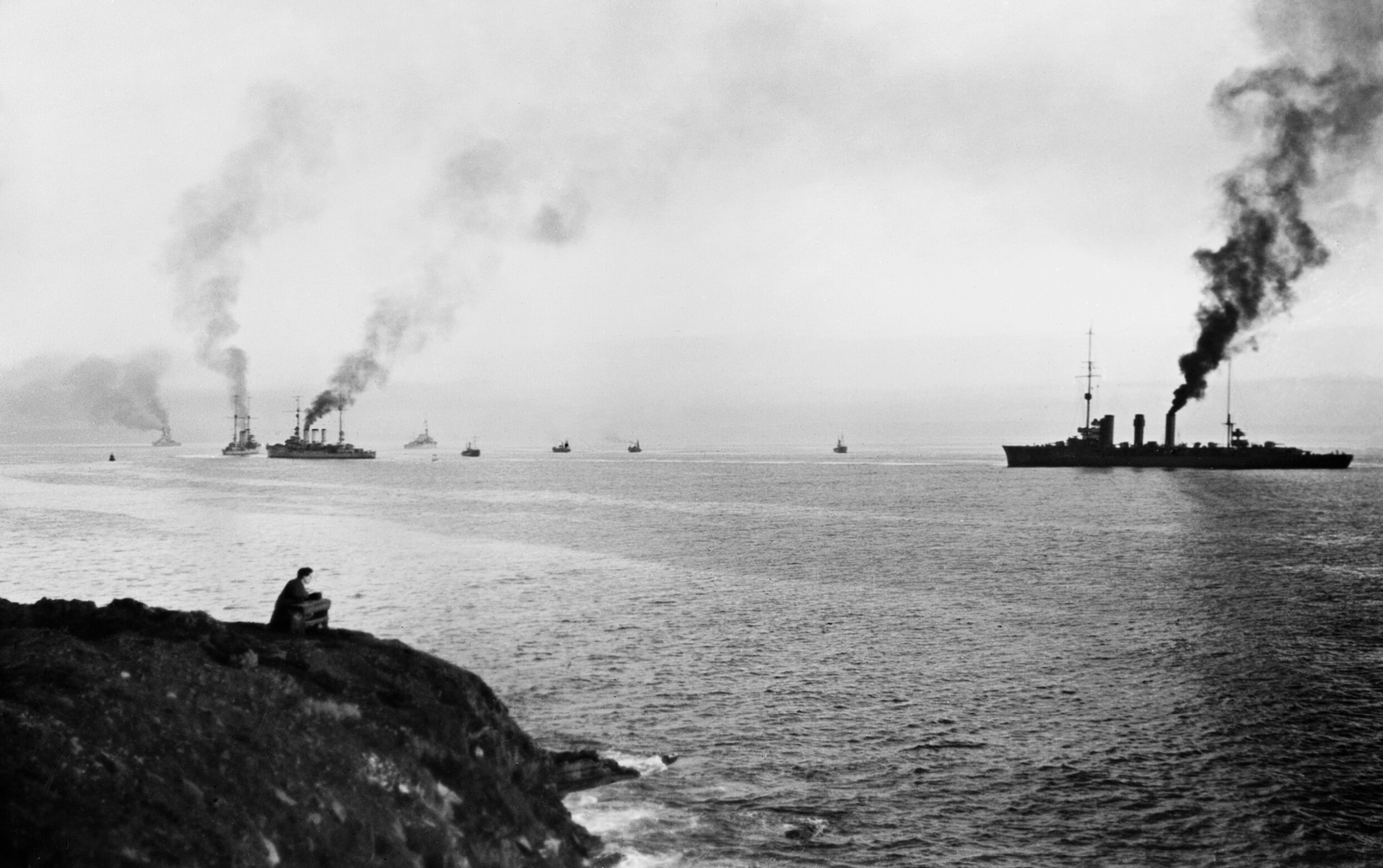
牛虻号（右）驶入斯卡帕湾

随着德国于1918年11月投降，丽蝇号、牛虻号与公海舰队最具现代化的单位一起，被协约国列入扣押至斯卡帕湾的指定舰只。这些舰只于11月21日在海军少将路德维希·冯·罗伊特的指挥下，排成纵队驶离德国。它们在海上与由370艘英国、美国和法国军舰组成的联合舰队会合后，于当天晚些时候抵达福斯湾，并于25日至27日间被护送至斯卡帕湾。抵达后，所有的无线电设备都从舰上拆卸出来，舰炮的炮闩也被移除以防不轨。船员数量则裁减至最低标准。
在落实《凡尔赛条约》的谈判过程中，舰队仍然维持扣押状态。罗伊特推断英国方面将于1919年6月21日，即谈判到期而无法达成协议的情况下会强占德国军舰，却不知截止日期已被延长至6月23日。为了防止这种情况，他决定第一时间凿沉己方舰只。6月21日上午，英国舰队离开斯卡帕湾进行训练演习；罗伊特于11:20向全体德国军舰下达了自沉命令。一支全副武装的英国海军小队试图登上牛虻号并关闭其通海阀，但发现通海阀已处于正在上升的水线下方。相反，他们炸断了舰只的锚链，并通过一艘拖船和驱逐舰维内提亚号进行拖曳，试图在它沉没前将其拖上岸。他们设法将其舰艏引至卡瓦岛南部的海滩上，但陡峭的倾斜度却使其舰艉沉入更深的水中。至14:30，舰只整体翻滚并沉入75英尺（23）深的水下，留下其舰艏在退潮时仍清晰可见。

## 打捞

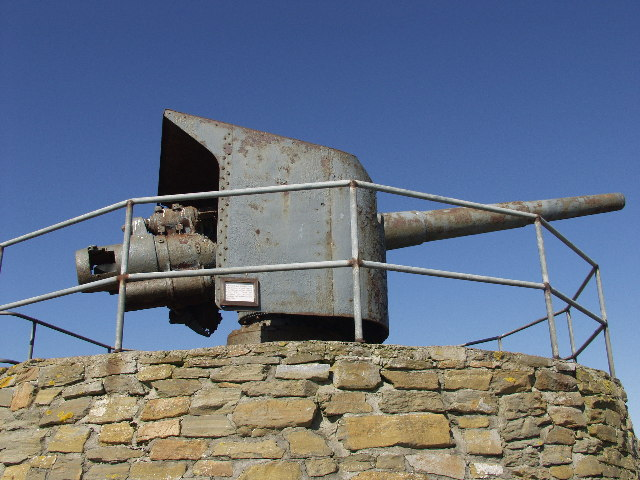
从牛虻号打捞出水并陈列在斯卡帕湾的一门150毫米舰炮

尽管英国海军部安排部分舰只进行了打捞，但大部分舰只仍留在海湾的底部，直至企业家欧内斯特·考克斯购得打捞权，并自1920年代初开始浮起余下的舰只。牛虻号提出了特殊的挑战。它停在一块摇摇欲坠的岩石上，岩石已急剧倾斜，人们担心舰只会从中滑落，并沉入更深的水中。考克斯的打捞团队封住了舰只的舱壁，并将船体划分成水密舱。船体已完成修补并装上气闸舱，但团队还是遇到了困难，因为残骸上覆盖着大量燃油，比以往打捞上来的任何其他舰只都要多。一个三人小组在使用氧乙炔炬作业时不慎点燃了一些油，引发爆炸。这些人安然无恙地逃脱，而在此后两个月的舰只准备期里，则仍经常发生小规模爆炸和火灾，但无人受伤。
至1929年7月，艏艛的最后一部分已完成清理，而牛虻号彻底颠覆了运用在一些驱逐舰上的打捞技术。其后，压缩机被用来将空气泵入船体并将其带出水面，它同时由9英寸（230）粗的缆绳支撑，缆绳与将锚定舰只在港口向岸侧的两座浮船坞相连。打捞队几乎将它浮起，但舰只突然倒向一边，然后在夜间逐渐倾斜，落在岸边的岩石上。
有人认为，这次失败是由于艏艛的残余过多、以及试图清理在作浮起尝试时溢出的大量燃油所造成。这一决定是为了烧掉燃油，但因火势蔓延而不得不采取控制。舰只重新得到修补并泵入空气，于11月29日破水而出。牛虻号最终被认为不太安全，无法像考克斯所打捞的其它舰只一样被拖至罗塞斯报废，而是于11月30日被就近拖至利尼斯拆解。